# 伏無忌
伏无忌（?—?），琅邪郡东武县（今山东省诸城县）人。东汉学者、著作家、经学家，伏湛的玄孙，西汉伏胜十三世孙。
其父伏晨在经学、史学方面多有很深造诣，伏无忌传伏氏家学，博学多识，袭爵不其侯。汉顺帝时为侍中、屯骑校尉。永和元年（136年），诏命伏无忌与议郎黄景校定宫中所藏《五经》、诸子百家、艺术著作。
汉桓帝元嘉年间，诏命伏无忌与黄景、崔寔等一起在东观共撰《汉纪》，即《东观汉记》。他博采古今杂著，删繁存要，撰成自黄帝至汉质帝的大事纪要，名为《伏侯古今注》。原为八卷，所载皆史事。
其子伏质，伏质子伏完。
| 東漢不其亭侯國（30年－214年） |      |            |        |          |              |
| 食邑3600戶                    |      |            |        |          |              |
| 傳位                          | 世   | 稱號及諡號 | 姓名   | 在位年數 | 在位時間     |
| 第1任                         | 始封 | 不其亭侯   | 伏湛   | 8年      | 30年－37年   |
| 第2任                         | 二世 | 不其亭侯   | 伏翕   | ？       | ？           |
| 第3任                         | 三世 | 不其亭侯   | 伏光   | ？       | ？           |
| 第4任                         | 四世 | 不其亭侯   | 伏晨   | ？       | ？           |
| 第5任                         | 五世 | 不其亭侯   | 伏無忌 | ？       | ？           |
| 第6任                         | 六世 | 不其亭侯   | 伏質   | ？       | ？           |
| 第7任                         | 七世 | 不其亭侯   | 伏完   | ？       | ？－209年    |
| 第8任                         | 八世 | 不其亭侯   | 伏典   | 5年      | 210年－214年 |
| 因意圖謀反罪，伏誅國除        |      |            |        |          |              |